# Coro Ernico
Il Coro Ernico è un coro di musica polifonica fondato nel 1974 ad Alatri come formazione corale di sole voci maschili e due anni dopo assume il suo attuale assetto quale coro polifonico a quattro voci miste.
Attivo soprattutto nel campo della musica sacra, spazia dalla musica medioevale (gregoriana, madrigali senesi) alle composizioni contemporanee.
Più volte invitato presso la Santa Sede, è stato coro guida in occasione del conferimento del titolo di Dottore della Chiesa a Santa Teresa del Bambin Gesù (in Vaticano, in mondovisione); ha partecipato al Festival Internazionale "Les Italiennes", Clisson (Pays-de-la-Loire, Francia).
Nell'ambito dell'intensa attività concertistica, si ricorda il Concerto tenutosi a Torino in occasione delle cerimonie per l'Ostensione della Sacra Sindone (2000). Ha conseguito il primo premio al XXI  Concorso Nazionale di Vallecorsa (Fr) e, inoltre, ha effettuate diverse registrazioni televisive per programmi di RaiUno e Retequattro. Nel corso degli anni si sono susseguiti alla guida del Coro i Maestri Luigi Tarquini, Giuseppe Marchetti ed Ulderico Sarandrea; da ottobre 2003 e fino a settembre 2010 la direzione è stata affidata al M° Antonio D'Antò, già Direttore del Conservatorio “Licinio Refice” di Frosinone,  con il quale è stato avviato un intenso ed impegnativo studio della produzione dello stesso Licinio Refice, in occasione del cinquantenario della morte, con un programma monografico contenente, in modo particolare, la ripresa della Missa “Cantate Domino canticum novum”. A settembre 2005 ha tenuto un concerto a Patrica (Fr) in occasione del  Convegno internazionale di studi "Licinio Refice e la musica sacra del primo Novecento" con il patrocinio della Società Italiana di Musicologia . Nel 2006 il Coro partecipa a concerti presso la Cattedrale di Frascati e la Basilica di Santa Cristina a Bolsena ed è ospite a S. Giovanni Rotondo dove è stato chiamato, oltre che ad animare la Santa Messa domenicale nella nuova Cattedrale dedicata a San Pio, soprattutto per l'allestimento di una monografia dedicata ad Alessandro De Bonis, di cui interpreta L'Agonia del Redentore, op.3, in prima esecuzione integrale in epoca moderna. Da alcuni anni collabora con l'Associazione Culturale “Athena Arte Eventi” di Roma che, sotto il Patronato del Vicariato di Roma e l'Alto Patronato del Presidente della Repubblica, cura l'allestimento della manifestazione “Grande Musica in Chiesa” nell'ambito della quale il Coro ha tenuto alcuni concerti in diverse Basiliche di Roma e del Lazio. Tra le attività dell'Associazione rientra, ormai da più di dieci anni, l'organizzazione e la cura delle celebrazioni nella ricorrenza del Miracolo Eucaristico dell'Ostia Incarnata di Alatri (1227-28), cui da ricordo e lustro attraverso l'organizzazione – nel mese di marzo -  di una Mostra fotografica (giunta ormai alla sesta edizione)  e di una Rassegna di Musica Sacra Corale (11ª edizione) cui partecipano le più importanti corali della nostra Regione e delle Regioni limitrofe.
Tradizionalmente, il coro termina ogni annata concertistica con un "Concerto di Natale" nella Chiesa di Santa Maria Maggiore ad Alatri. Ha ricevuto il Premio
Refice della Regione Lazio.
Da settembre 2010 a maggio 2013 il Coro è stato diretto dal M° Maurizio Sparagna mentre da ottobre 2013 e fino ad ottobre 2022 il Direttore Artistico è stato il M° Cristina Tarquini. A partire dal gennaio 2023 alla guida artistica del Coro è tornato il M°. Antonio D'antò.  Per gli accompagnamenti al pianoforte il Coro si avvale della preziosa collaborazione del  M° Gabriele Sarandrea e del M° Riccardo Tiberia..